# Pingasa brunnescens
Pingasa brunnescens là một loài bướm đêm trong họ Geometridae.